# Pelochares basilewskyi
Pelochares basilewskyi är en skalbaggsart som först beskrevs av Maurice Pic 1955.  Pelochares basilewskyi ingår i släktet Pelochares och familjen lerstrandbaggar. Inga underarter finns listade i Catalogue of Life.